# (31076) 1996 XH1
(31076) 1996 XH1 est un astéroïde aréocroiseur découvert en 1996.

## Description
(31076) 1996 XH1 a été découvert le 2 décembre 1996 à l'observatoire astronomique d'Ōizumi, situé à Ōizumi, dans la préfecture de Gunma, au Japon, par Takao Kobayashi.

### Caractéristiques orbitales
L'orbite de cet astéroïde est caractérisée par un demi-grand axe de 1,89 ua, un périhélie de 1,59 ua, une excentricité de 0,16 et une inclinaison de 24,63° par rapport à l'écliptique. Du fait de ces caractéristiques, à savoir un demi-grand axe inférieur à 3,2 ua et un périhélie compris entre 1,3 et 1,666 ua, il croise l'orbite de Mars et est classé, selon la JPL Small-Body Database, comme astéroïde aréocroiseur (aréo venant de Arès).

### Caractéristiques physiques
(31076) 1996 XH1 a une magnitude absolue (H) de 15,5 et un albédo estimé à 0,389.